# Ghoufranak
Ghoufranak (arabe : غفرانك) est une invocation d'Allah signifiant Je Te demande pardon. Elle se prononce en quittant les toilettes.
At-Tirmidhi (824-893), parmi d'autres, rapporte ce hadith d'après Aïcha : « Pas une fois le Messager d'Allah n'est sorti des toilettes sans dire : ghoufranak ce qui signifie J'implore ton pardon. » (Sunan al-Tirmidhi)